# ロッド・スチュワート&フェイセズ＝ライヴ
『ロッド・スチュワート&フェイセズ＝ライヴ 』（原題：Coast to Coast: Overture and Beginners）は、ロッド・スチュワート&フェイセズが1973年に録音、1974年に発表したライブ・アルバム。

## 背景
山内テツ加入後に行われたフェイセズのアメリカ公演を収録した作品だが、フェイセズ名義で発表された曲だけでなく、スチュワートのソロ・アルバムからの曲も含まれている。
スチュワートとフェイセズの連名のアルバムという事情により、複数のレーベルからリリースされ、イギリスではLPがマーキュリー・レコード（スチュワートの所属レーベル）、カセットがワーナー・ブラザース・レコード（フェイセズの所属レーベル）から発売された。また、アメリカ盤LPやカナダ盤LP等はマーキュリー、ドイツ盤LPやニュージーランド盤LP等はワーナー・ブラザースから発売され、日本初回盤LP (P-8418W)はワーナー・ブラザースの作品の日本発売元であるワーナー・パイオニアから発売されたが、1989年再発CD (PPD-3036)はマーキュリーの作品の日本発売元である日本フォノグラムから発売された。

## 反響・評価
全英アルバムチャートでは7週トップ100入りし、最高3位を記録した。アメリカでは、1974年2月9日付のBillboard 200で最高63位を記録した。日本盤LP (P-8418W)は1974年2月15日に発売され、オリコンLPチャートでは、フェイセズのアルバムとしては最高の38位を記録した。
デイヴ・トンプソンはオールミュージックにおいて5点満点中2点を付け「1970年代前半を通じて、フェイセズのギグを体験することは、最良の時間を過ごす方法の一つだった。そのため、ライブ・アルバム『ロッド・スチュワート&フェイセズ＝ライヴ』の発売が最初に報じられた時は、天に昇るような期待が持たれたが、実際に発売されてみると地に落ちる結果となり、神も時には人間同然になってしまうことが分かってしまった。酷いジャケット、精彩を欠いた演奏、小賢しい選曲等、問題点はまだまだある」と評している。

## 収録曲
1. イッツ・オール・オーヴァー・ナウ - It's All Over Now (Bobby Womack, Shirley Womack) - 6:23
2. カット・アクロス・ショーティー - Cut Across Shorty (Wayne Walker, Marijohn Wilkin) - 3:52
3. トゥー・バッド/エヴリ・ピクチャー・テルズ・ア・ストーリー - Too Bad/Every Picture Tells a Story (Rod Stewart, Ron Wood) - 7:48
4. エンジェル - Angel (Jimi Hendrix) - 4:31
5. ステイ・ウィズ・ミー - Stay with Me (R. Stewart, R. Wood) - 5:05
6. 雨に願いを - I Wish It Would Rain (Rodger Penzabene, Barrett Strong, Norman Whitfield) - 5:02
7. アイド・ラザー・ゴー・ブラインド - I'd Rather Go Blind (Billy Foster, Ellington Jordan) - 6:04
8. ボースタル・ボーイ/アメイジング・グレイス - Borstal Boy/Amazing Grace (R. Stewart, R. Wood, Ian McLagan/Traditional, arr. D. Throat) - 9:56
9. ジェラス・ガイ - Jealous Guy (John Lennon) - 4:46

## レコーディング・メンバー
- ロッド・スチュワート - ボーカル
- ロン・ウッド - ギター、バッキング・ボーカル
- イアン・マクレガン - キーボード、バッキング・ボーカル
- 山内テツ - ベース
- ケニー・ジョーンズ - ドラムス